# Richard Pratt
Richard Pratt, AC (ur. 12 marca 1934 w Gdańsku, zm. 28 kwietnia 2009 w Melbourne) – australijski biznesmen polsko-żydowskiego pochodzenia, prezes prywatnej korporacji przemysłu papierniczego Visy Industries. W 2005 Pratt posiadał majątek o wartości ok. 4,7 mld dolarów australijskich, co czyniło go 3. najbogatszym Australijczykiem.

## Życiorys
Urodził się jako Ryszard Przecicki 12 marca 1934 w Gdańsku, jego rodzina wyemigrowała w 1938 i osiedliła się w Shepparton, mieście w stanie Wiktoria. Państwo Przeciccy zmienili nazwisko na Pratt. Richard uczył się w Shepparton High School i University High School, uzyskał dyplom Bachelor of Commerce (odpowiednik polskiego licencjatu w dziedzinie handlu) na University of Melbourne w 1953 r. Łączył studia z pracą jako sprzedawca w rodzinnej firmie Visy Board, która produkowała opakowania kartonowe dla lokalnych ogrodników. Grał także w drużynie Carlton w Victorian Football League i zdobył Morrish Medal w 1953 dla najlepszego i najuczciwszego z 19 graczy. Przejął interes po śmierci ojca w 1969 i następnie rozwinął w potężne przedsiębiorstwo składające się z wielu fabryk w Australii i USA, zaopatrujących liczne przedsiębiorstwa w opakowania kartonowe.
Richard Pratt przez wiele lat corocznie przeznaczał poprzez Pratt Foundation około 10 mln AUD na cele charytatywne i społeczne. Jego darowizny szły na pomoc dla społeczności żydowskiej, zarówno w Australii, jak i w Izraelu. M.in. sfinansował on w 2008 budowę pomnika tzw. Light Horse Memorial w południowoizraelskim mieście Beer Szewa.
Był odznaczony australijskim Orderem Oficerskim, który jednak zwrócił w lutym 2008 roku po przyznaniu się i skazaniu go prawomocnym wyrokiem sądowym na $36 milionową karę za manipulacje cenowe swoich wyrobów.
Pozostawił żonę Jeanne, którą poślubił 9 czerwca 1959 roku oraz dorosłe dzieci z ich małżeństwa: syna Anthony’ego, córki: Heloise i Fiona, a także córkę Paulę urodzoną w 1997 roku z jego długoletniego związku pozamałżeńskiego z dużo młodszą od siebie Shari-Lea Hitchcock.
Został pochowany w Melbourne w obrządku judaistycznym.